# Elisabeth Huguenin
Julie Elisabeth Huguenin (* 23. Mai 1885 in Le Locle; † 30. April 1970 Saint-Aubin-Sauges; heimatberechtigt in Le Locle) war eine Schweizer Pädagogin, Autorin und Feministin.

## Leben
Elisabeth Huguenins Eltern waren der Uhrmacher Charles Henri Huguenin und Sophie Cécile geborene Clerc. Sie wurde Primarlehrerin und erwarb 1912 das erste philologische Lizentiat  an der Universität Neuenburg. Von 1915 bis 1919 unterrichtete sie Französisch an der von Paul Geheeb gegründeten Odenwaldschule in Hessen. Danach war Huguenin Leiterin der privaten Mädchenschule École Vinet in Lausanne, bis 1921 Lehrerin an der École nouvelle von Bex und bis 1931 an der École des Roches in Verneuil-sur-Avre, Normandie.
Huguenin leitete von 1932 bis 1939 ein Heim zur Beobachtung schwieriger Kinder und war als Fürsorgehelferin in der Nähe von Paris tätig. In der Zeit des Zweiten Weltkriegs war sie Lehrerin an der École d’humanité, die Paul Geheeb in Hasliberg gegründet hatte. In Neuenburg eröffnete Huguenin um 1950 eine Beratungsstelle für Frauen. Sie verfasste zwischen 1923 und 1949 eine Reihe von Schriften über Erziehungs- und Frauenfragen.
Die unverheiratete Elisabeth Huguenin starb am 30. April 1970 in Saint-Aubin-Sauges. Die Öffentliche Bibliothek der Universität Neuenburg verwahrt ihren Nachlass und die unveröffentlichte Autobiografie.

## Schriften
- Paul Geheeb et la libre communauté scolaire de l’Odenwald. Une expérience moderne d’éducation. Bureau international des écoles nouvelles, Genève 1923.
- Die Odenwaldschule, aus dem Französischen übertragen von Emmi Hirschberg, mit einem Vorwort von Peter Petersen über „Die Stellung des Landerziehungsheims im Deutschen Erziehungswesen des 20. Jahrhunderts“ (= Forschungen und Werke zur Erziehungswissenschaft, hrsg. von Peter Petersen, 5. Band). Hermann Böhlaus Nachfolger, Weimar 1926.
- La Coéducation des sexes. Expériences et réflexions. Delachaux & Niestlé, Neuchâtel & Paris 1929.
- Éducation et culture d'après Kerschensteiner. Flammarion, Paris 1933.
- Les Tribunaux pour Enfants. Delachaux, Paris 1935.
- Les Enfants moralement abandonnés. Editions du Cerf, Juvisy 1936.
- Mission de la femme. La Baconnière, Neuchâtel 1940.
- La Femme devant son destin. La Baconnière, Neuchâtel 1942.
  - Die Frau und ihr Schicksal. Ins Deutsche übertragen von Lou Hufschmied. Emil Oesch Verlag, Thalwil-Zürich 1946.
- L’Éducation de la femme. La Baconnière, Neuchâtel 1945.
- Femmes de demain. La Baconnière, Neuchâtel 1946.
- La Femme seule. La Baconnière, Neuchâtel 1946.
- La Femme à la recherche de son âme. La Baconnière, Neuchâtel [1949].

## Übersetzungen
- Esther Harding: Femme de demain (The way of all women). La Baconnière, Neuchâtel 1946.
- Esther Harding: Réalité de l’âme: l’énergie psychique, son origine et son but (Psychic energy, its source and its goal). Préface de C. G. Jung. La Baconnière, Neuchâtel 1952.